# 恋人までの距離
『恋人までの距離』（こいびとまでのディスタンス、原題: Before Sunrise）は、1995年のアメリカ映画。リチャード・リンクレイター監督のラブストーリー。
DVDが発売された際、タイトルが『ビフォア・サンライズ 恋人までの距離（ディスタンス）』に変更された。
リンクレイターとキム・クリザンの共同脚本のロマンティック映画で、『ビフォア』三部作の第1作。ジェシー（イーサン・ホーク）とセリーヌ（ジュリー・デルピー）がユーレイル列車で出会い、ウィーンで下車して一緒に夜を過ごす。

## 概要
リチャード・リンクレイターが第45回ベルリン国際映画祭で銀熊賞 (監督賞) を受賞した。
2004年に続編の『ビフォア・サンセット』が公開された。9年後にこの二人がどうなったのか、結末の後に再会出来ていたのかが明らかになる。IMDbなどの映画批評サイトでは高評価を記録している。
劇場公開からビデオ発売までの邦題は『恋人までの距離（ディスタンス）』だったが、『ビフォア・サンセット』が公開されると、それまで発売されていなかったDVDのリリースが決定し、新しいタイトルとして『ビフォア・サンライズ…』に改題された。
2013年には三作目にあたる『ビフォア・ミッドナイト』（Before Midnight）が公開された。

## あらすじ
パリへ向かう長距離列車の中、オーストリア人夫婦が喧嘩を始める。隣席の喧騒を避けて席を移動してきた女に男が声を掛け、食堂車に誘う。二人は意気投合するが、列車は男の目的地であるウィーンに到着する。そこで、男は翌朝のフライトまでの間、一夜限りのウィーン旅行に女を誘う。
男はアメリカ人のジェシー、女はフランス人大学生のセリーヌであった。二人は既に夕方となり観光名所の多くが閉まったウィーンの街を散策する。話題が豊富な二人は絶え間なく会話を続けて親密さを深めていき、明け方を迎える頃には男女の仲となる。
翌朝、パリ行きの列車が到着したホームで、互いに愛を告白する。二人はあえて連絡先を交換せず、互いのラストネームも知らないまま、半年後にこのホームで再会することを約束して別れる。別々に旅を続ける二人は、それぞれ穏やかな表情を浮かべるのであった。

## キャスト
※括弧内は日本語吹替
- ジェシー - イーサン・ホーク（宮本充）
- セリーヌ - ジュリー・デルピー（岡本麻弥）
- 手相占い師 - アーニ・マンゴールド（藤夏子）
- 詩人 - ドミニク・キャステル（田中正彦）
- バーテンダー - ハイモン・マリア・バッテンガー（伊藤和晃）

## 撮影場所
- ウィーン - 市内地図と画像
- ウィーン - ロケ地ガイド （フランス語）
- 大観覧車